# Leucania moorei
Leucania moorei är en fjärilsart som beskrevs av Swinhoe. Leucania moorei ingår i släktet Leucania och familjen nattflyn. Inga underarter finns listade i Catalogue of Life.